# 876
Cette page concerne l'année 876  du calendrier julien. Pour l'année 876 av. J.-C., voir 876 av. J.-C.
L'année 876 est une année bissextile qui commence un dimanche.

## Événements
- Le navigateur arabe ibn Wahab, parti de Bassorah vers Guangzhou, arrive à Chang'an où il est reçu par l'empereur Tang Taizong[1]. Son voyage est rapporté en 916 par Abu Seyd. Il donne de nombreux renseignements sur le thé, l'eau-de-vie, le riz et la porcelaine[2].

### Europe
- 8 février[3] : Charles II le Chauve est reconnu roi d'Italie par une assemblée de nobles réunie à Pavie. Son beau-frère Boson est nommé duc de Pavie et vice-roi d'Italie.
- Après le 12 juin : Alain le Grand devient comte de Nantes et de Vannes (fin en 907). Il réunit la Bretagne tout entière sous sa domination en 888[4].
- 21 juin : Charles le Chauve convoque un concile à Ponthion en présence des légats du pape[5].
- 30 juin : Charles le Chauve est confirmé comme empereur à Ponthion par les Grands de Neustrie, Aquitaine, Septimanie, Provence et Bourgogne[6].
- 28 août : partage (prévu depuis 865) du royaume de Louis II entre ses fils, Carloman, Louis le Jeune et Charles le Gros[7]. Début du règne de Louis III le Jeune (Louis de Saxe), roi de Francie orientale.
- 16 septembre[8] : les Vikings remontent la Seine jusqu'à Meulan et s'installent à Condé, menaçant le comté de Hainaut[9].
- 8 octobre : bataille d'Andernach[10]. Charles le Chauve essaie sans succès de reconquérir l'héritage de son frère. Il est défait à Andernach alors qu'il tentait de reprendre la Lorraine orientale à son neveu le roi de Germanie Louis III le Jeune.
- Hiver : le Danois Hálfdan hiverne  à York[11].

- Les musulmans ravagent la campagne romaine (876 et 877). Le pape est forcé de payer annuellement aux Maures 20 000 mancusi d’argent[12]
- Byzance reprend Bari aux Francs[13].
- Le doge de Venise interdit vainement le commerce des esclaves slaves de la côte dalmate[12].
- Manuel des lois dans l'Empire byzantin (Procheiron)[14].
- Les Juifs de Sens sont chassés de la ville[15].